# 馬杜巴尼縣
馬杜巴尼縣是印度的一個縣，位於該國東北部，由比哈爾邦負責管轄，面積3,501平方公里，每年平均降雨量1,273毫米，2011年人口4,476,044，人口密度每平方公里1279人。

## 外部連結
- Madhubani Information Portal

26°21′00″N 86°04′48″E / 26.35000°N 86.08000°E